# VOCALINA
VOCALINA（韓語：보카리나）是由TGENS開發的語音合成軟件，用作合成韓文歌聲。其設計重點為輕易使用及生成高質素歌聲。

## 特徵
軟件為韓文介面，功能跟YAMAHA的VOCALOID相似。用家能調校音高、力度、震音、回音等參數，以達致較自然的歌聲。由於該軟件為一個工作室（Studio），用家還可以作混音及導入背景音樂。

## 產品
- VORA（보라）：原名為Choi Bora（최보라），女性，本軟件的首個聲庫，能免費在VOCALINA Studio使用，不需購買。[2]
- Khylin（카일린）：女性，本軟件的第二個聲庫，並非免費聲庫，需要購買一年票。[3]

## 外部連結
- VOCALINA官方網站